# Gleitende wirtschaftliche Losgröße
Das Verfahren der gleitenden wirtschaftlichen Losgröße (engl. least-unit-cost-method, LUC) ist ein heuristisches Verfahren der dynamischen Losgrößenermittlung. Es zielt auf die Minimierung der Stückkosten ab.
Im Fall gleich bleibender Bedarfsmengen (stationärer Fall) sind die durchschnittlichen Kosten in Abhängigkeit von der Menge, genau dann minimal wenn die optimale Losgröße gefertigt wird. Überträgt man diese Eigenschaft auf den dynamischen Fall, so erhält man das Verfahren der gleitenden wirtschaftlichen Losgröße. Sigfrid Gahse hat diese Methode als erster veröffentlicht (1965), Walter Trux folgte bald danach (1968).

## Formel
Berechnung der Stückkosten {\displaystyle k_{ij}} in der gewählten Produktionsperiode {\displaystyle i} und Bedarfsperiode {\displaystyle j}.

{\displaystyle k_{ij}={\frac {A+lk\sum _{t=i}^{j}B_{t}\cdot (t-i)}{\sum _{t=i}^{j}B_{t}}}}

{\displaystyle A}: Umrüstkosten oder Losauflagekosten [GE]

{\displaystyle B_{t}}: Nettobedarf des Produkts in der Periode t {\displaystyle \lbrack {\tfrac {\text{ME}}{\text{Periode}}}\rbrack }

{\displaystyle lk}: Lagerkostensatz {\displaystyle \lbrack {\tfrac {\text{GE}}{{\text{ME}}\cdot {\text{Periode}}}}\rbrack }

{\displaystyle t}: Periode

## Vorgehensweise
Ausgehend von der Produktionsperiode {\displaystyle i} wird die Bedarfsperiode {\displaystyle j} gesucht, bei der die Stückkosten {\displaystyle k_{ij}} minimal sind.
Gestartet wird bei {\displaystyle i=1} und {\displaystyle j=1}. Wobei in der ersten Iteration nur das {\displaystyle j} erhöht wird, bis die Stückkosten {\displaystyle k_{ij}} größer als die Stückkosten von {\displaystyle k_{i(j-1)}} sind. Ist dies der Fall wird bei {\displaystyle k_{i(j-1)}} die erste Iteration abgebrochen und die erste Losgröße ist gefunden.

Beim folgenden Iterationsschritt wird der Periode {\displaystyle i} der Wert {\displaystyle j} aus der vorherigen Iteration zugewiesen und der Wert der Bedarfsperioden {\displaystyle j} bleibt bestehen.

## Zielkonflikt

Kostenverlauf bei Losfertigung

Fertigt man mit weniger und dafür größeren Losen, dann reduzieren sich die Rüstkosten, dafür erhöhen sich die Lagerhaltungskosten. Umgekehrt führen mehr Lose zu niedrigeren Lagerkosten, dafür aber zu höheren Rüstkosten.

## Beispiel
Für die Perioden 1 bis 6 fallen folgende Bedarfe in Stück an:
| Perioden     | 1  | 2  | 3  | 4  | 5 | 6  |
| Bedarfsmenge | 50 | 10 | 80 | 40 | 5 | 70 |
| ------------ | -- | -- | -- | -- | - | -- |

Die Rüstkosten betragen A = 200 Euro, der Lagerkostensatz {\displaystyle 10{\tfrac {\text{Euro}}{{\text{Stück}}\cdot {\text{Periode}}}}}.
| Produktionsperiode i | Bedarfsperiode j | Stückkosten {\displaystyle k_{ij}}                         |
| -------------------- | ---------------- | ---------------------------------------------------------- |
| 1                    | 1                | {\displaystyle {\tfrac {200}{50}}=4} (lokales Minimum)     |
| 1                    | 2                | {\displaystyle {\tfrac {300}{60}}=5} (Abbruch)             |
| 2                    | 2                | {\displaystyle {\tfrac {200,00}{10}}=20}                   |
| 2                    | 3                | {\displaystyle {\tfrac {1000}{90}}=11,1} (lokales Minimum) |
| 2                    | 4                | {\displaystyle {\tfrac {1800}{130}}=13,8} (Abbruch)        |
| 4                    | 4                | {\displaystyle {\tfrac {200}{40}}=5} (lokales Minimum)     |
| 4                    | 5                | {\displaystyle {\tfrac {250}{45}}=5,6} (Abbruch)           |
| 5                    | 5                | {\displaystyle {\tfrac {200}{5}}=40}                       |
| 5                    | 6                | {\displaystyle {\tfrac {900}{75}}=12} (Ende)               |

Daraus folgen die Losgrößen: {\displaystyle x_{1}=50}, {\displaystyle x_{2}=90}, {\displaystyle x_{4}=40}, {\displaystyle x_{5}=75} und Gesamtkosten von {\displaystyle 2300\ {\text{GE}}}.